# Muzeum Dziedzictwa Żydowskiego w Nowym Jorku
Muzeum Dziedzictwa Żydowskiego w Nowym Jorku (ang. Museum of Jewish Heritage) – znajdujące się w Battery Park City na Manhattanie w Nowym Jorku muzeum Żydów pomordowanych w Holokauście. Misją muzeum jest „edukowanie każdego, bez względu na wiek i pochodzenie, na temat szerokiego pejzażu życia i kultury żydowskiej w XX i XXI wieku — przed, w trakcie i po Holokauście”.
Muzeum obejmuje dwa skrzydła: sześcioboczny budynek z dachem w kształcie piramidy, zaprojektowany aby przywoływać pamięć o sześciu milionach Żydów zabitych w Holokauście, oraz skrzydło Roberta M. Morgenthau. Sześcioboczny budynek otwarty w 1997 roku zawiera galerie wystaw głównych muzeum. Skrzydło Morgenthau, otwarte w 2003 roku, zawiera biura muzeum, teatr i sale wykładowe, a także galerię wystaw Irvinga Schneidera. Oba skrzydła zostały zaprojektowane przez firmę Roche-Dinkeloo.

## Historia
Muzeum Dziedzictwa Żydowskiego zostało założone i zarejestrowane w 1984 roku i zbudowane w latach 1994-1997 w nowojorskim Battery Park City. Budynek muzeum został zaprojektowany przez architekta Kevina Roche'a i otwarty dla publiczności 15 września 1997 roku. Założycielem i pierwszym dyrektorem muzeum był  David Altshuler. 
Prezydent USA Jimmy Carter, przy wsparciu burmistrza Eda Kocha, zaproponował założenie narodowego miejsca pamięci w Nowym Jorku zamiast w Waszyngtonie, ale zdania w tej sprawie były podzielone. Powołanie przez Kocha w 1981 r. grupy zadaniowej ds. Holokaustu przyspieszyło planowanie powstania nowej instytucji. Grupa robocza zaleciła utworzenie muzeum. Carter w 1978 powołał Komisję Prezydencką, która umieściła tę kwestię na agendzie rządu USA.  Program stworzenia muzeum wprowadzono w życie za kadencji prezydenta Billa Clintona w 1993 roku. 
Zanim muzeum wybudowano, wiele wydarzeń politycznych opóźniło jego powstanie. Wśród nich wymienić można debaty dotyczące przyszłej struktury, lokalizacji, i innych względów. Miejsce muzeum, które pierwotnie miało znajdować się w obrębie amerykańskiego urzędu celnego im. Aleksandra Hamiltona, zostało przeniesione do Battery Park City w 1986 roku. W 1990 roku muzeum połączyło się z Centrum Badań nad Holokaustem na Brooklynie. Architekt Kevin Roche rozpoczął projektowanie muzeum w 1993 roku. 
Od 1997 do 2019 roku w muzeum prezentowana była wystawa główna, która opowiadała historię Żydów w XX i XXI wieku z perspektywy jego mieszkańców. Poprzez kolekcję, która obejmowała artefakty, fotografie i filmy dokumentalne, wystawa główna umieściła Holokaust w szerszym kontekście współczesnej historii Żydów. Mieściła się ona w sześciobocznym budynku muzeum, symbolizującym sześć punktów Gwiazdy Dawida i sześć milionów Żydów zamordowanych w Holokauście.

## Wystawy i instalacje
W zbiorach muzeum znajduje się ponad 30 000 obiektów związanych z historią Żydów i Holokaustem. Obiekty te wykorzystywane są w ramach różnorodnych wystaw i instalacji.

### Oświęcim.Nie tak dawno.Nie tak daleko
Ta wystawa specjalna została otwarta w maju 2019 roku i trwała do 30 sierpnia 2020 roku. Wystawę przygotowano przy współpracy z Państwowym Muzeum Auschwitz-Birkenau w Oświęcimiu. Zgromadzono na niej eksponaty zebrane z ponad 20 instytucji i muzeów na całym świecie – przedmioty należące do ofiar, dokumenty, niepublikowane materiały audiowizualne, elementy konstrukcyjne z obozu.

### Zwykłe skarby: Z kolekcji Muzeum Dziedzictwa Żydowskiego
Na wystawie prezentowane są rysunki i przedmioty codziennego użytku, z których wiele podarowali krewni pierwotnych właścicieli. Wystawa ukazuje niektóre aspekty codziennego życia europejskich Żydów pod rządami nazistów.

### Ogród kamieniAndy'ego Goldsworthy'ego
Żywy ogród pamięci Andy'ego Goldsworthy'ego został otwarty dla publiczności 17 września 2003 roku. Wymowny plan ogrodu z drzewami wyrastającymi z kamienia zaprojektowany został przez artyste, którego rodzina ocalała z Zagłady. Kontemplacyjna przestrzeń, która ma ulegac stopniowym zmianom z biegiem czasu, widoczna jest niemal z każdego piętra Muzeum.

### Gerda III
Gerda III była duńską łodzią ratowniczą, użytą w 1943 roku do ratowania żydowskich uchodźców, transportowanych z Danii do Szwecji. Łódź została podarowana Muzeum przez parlament duński w 1997 roku i jest długoterminowo wypożyczona muzeum Mystic Seaport. Historia statku została opisana w książce Howarda Veisza Henny and Her Boat: Righteousness and Resistance in Nazi-Occupied Denmark. 

### Sala imienia Edmonda J. Safra
W tej 375-osobowej sali muzeum prowadzi program projekcji filmów, koncertów i dyskusji panelowych. Dotychczasowe programy obejmowały między innymi sympozja na temat Holokaustu, sesje międzywyznaniowe i koncerty z udziałem uznanych i wschodzących artystów.
W ciągu ostatnich kilku lat muzeum zorganizowało między innymi sympozjum na temat Darfuru, występy artystów takich jak Idan Raichel i David Strathairn; pokazy filmowe z aktorami i reżyserami takimi jak Kirk Douglas, John Turturro, Quentin Tarantino, Claude Lanzmann i Ed Zwick; sesje naukowe i operetki w języku jidysz.

### Świadectwo: sztuka czasów Holokaustu
Ta wystawa „przedstawia sztukę wykonaną podczas Holokaustu i bezpośrednio po nim przez tych, którzy go przeżyli”, w tym dzieła wykonane przez więźniów obozów koncentracyjnych i amerykańskich wyzwolicieli. Wystawa ma na celu pokazanie Holokaustu tak, jak widzieli go ludzie w owym czasie.

## Współpracownicy

### JewishGen
JewishGen to strona internetowa poświęcona żydowskiej genealogii, pozwalająca na dostęp online do ogromnej kolekcji żydowskich zapisów genealogicznych. Baza JewishGen zawiera ponad 22 miliony zapisów (w tym drzewa genealogiczne zawierające 7 milionów osób, 3 miliony zapisów pochówków i 2,75 miliona zapisów o Holokauście), setki przetłumaczonych ksiąg Yizkor, narzędzia badawcze, wyszukiwarkę rodzin, zajęcia edukacyjne i wiele innych stale aktualizowanych zasobów. JewishGen i muzeum rozpoczęły współpracę w 2003 roku.

### Centrum Żydowskie w Oświęcimiu

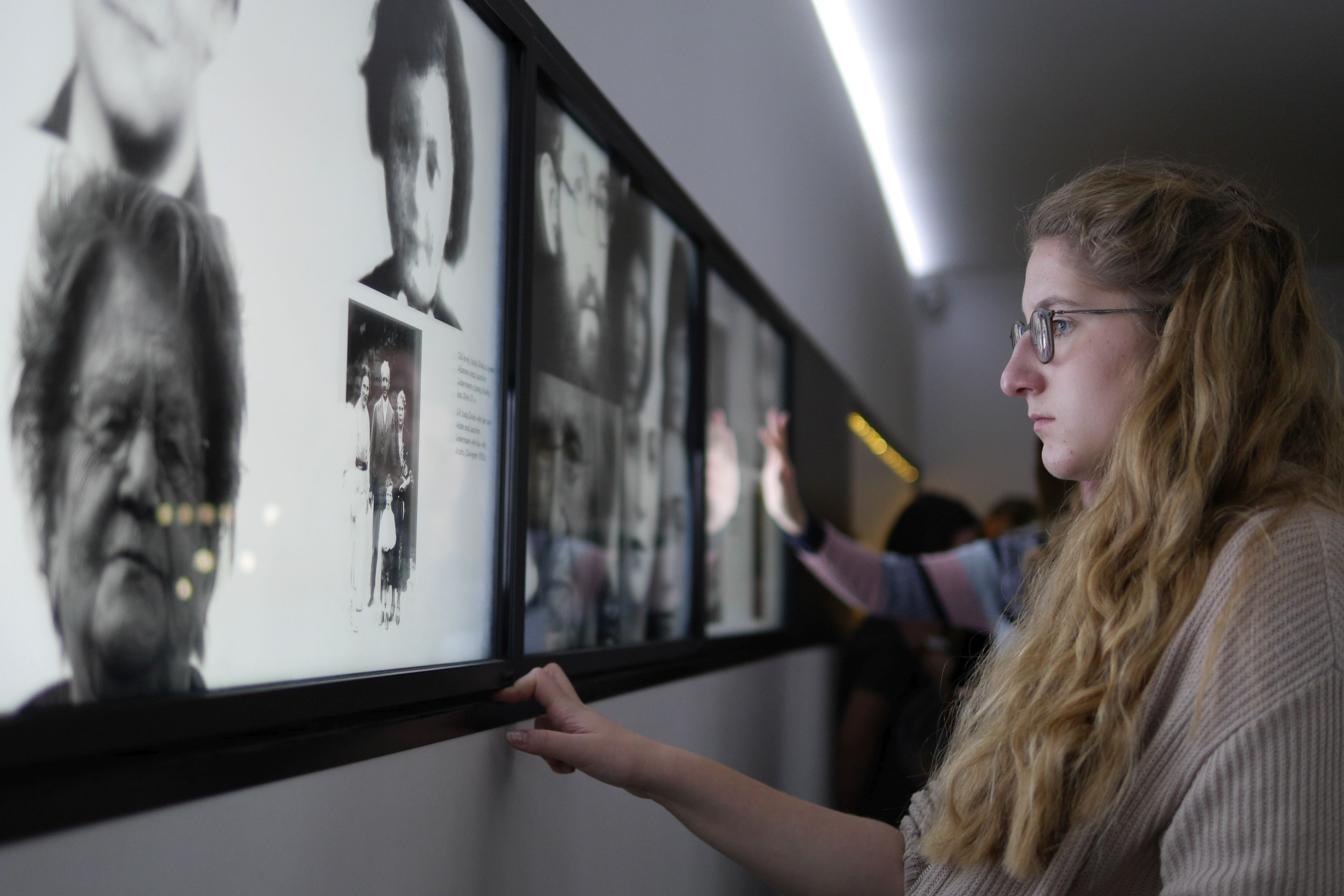
Galeria Pamięci w Centrum Żydowskim w Oświęcimiu

Od 2006 roku partnerem muzeum w Nowym Jorku jest Centrum Żydowskie w Oświęcimiu.
Przed inwazją Polski, a później okupacji Polski przez nazistowskie Niemcy Oświęcimiu (przemianowany Auschwitz przez nazistów) był tylko zwykłym polskim miastem. Większość mieszkańców stanowili Żydzi. Po zakończeniu II wojny światowej Auschwitz stał się ostatecznym symbolem Holokaustu. We wrześniu 2000 roku Centrum Żydowskie w Oświęcimiu zostało otwarte; misją instytucji jest pamięć dawnych mieszkańców miasta i edukacja przyszłych pokoleń. 

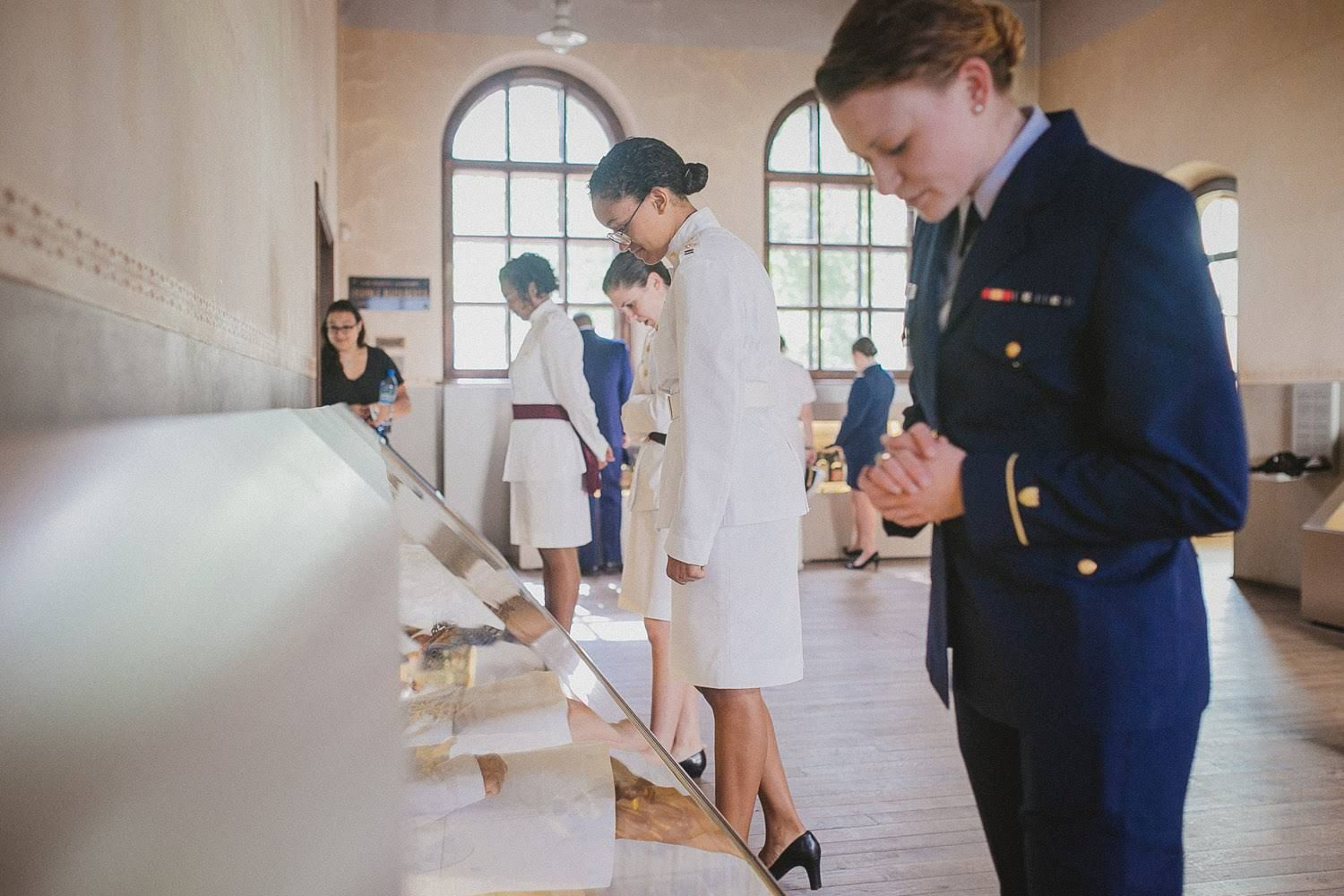
Podchorążowie USA z wizytą w AJC w Oświęcimiu

Misją centrum jest również zapewnienie wszystkim odwiedzającym możliwości upamiętnienia ofiar Holokaustu poprzez badanie życia i kultury dawnego żydowskiego miasta oraz prowadzenie programów edukacyjnych, które pozwalają odkrywać znaczenie i współczesne implikacje Holokaustu. W Centrum regularnie odbywają się wystawy i programy edukacyjne. Program Akademii Służby Stanów Zjednoczonych polega na odwiedzinach amerykańskich kadetów w Polsce, aby poznawać historię Zagłady i uczyć się od ocalałych, uczonych i historyków. Z kolei program Auschwitz Jewish Center Fellows to trzyipółtygodniowy wyjazd studyjny dla studentów, którzy ukończyli studia magisterskie lub licencjackie.

### Teatr Yiddish Folksbiene
National Yiddish Theatre Folksbiene to profesjonalna grupa teatralna w Nowym Jorku, założona w 1915 roku, która wystawia zarówno sztuki w języku jidysz, jak i sztuki tłumaczone na jidysz, w teatrze wyposażonym w symultaniczne tłumaczenie indeksu górnego na język angielski. Zespół teatralny jest rezydentem Muzeum Dziedzictwa Żydowskiego od 2016 roku.